# All-Pro
All-Pro je nagrada koju američka novinska agencija Associated Press svake godine dodjeljuje najboljim igračima NFL lige. Izabrani igrači sačinjavaju All-Pro momčad, koja se dijeli na prvu momčad (igrači s najviše glasova) i drugu momčad (igrači s drugim najvećim brojem glasova). I prva i druga momčad se sastoje od po jednog igrača na poziciji quarterbacka, fullbacka, centra, puntera, place kickera i kick returnera, te dvojice igrača na poziciji running backa, wide receivera, offensive tacklea, offensive guarda, vanjskog linebackera, unutarnjeg linebackera, defensive enda, defensive tacklea, safetya i cornerbacka.
Nagrada se dodjeljuje od 1940. godine, a najčešće su je osvajali wide receiver Jerry Rice i centar Jim Otto, po deset puta.

## Igrači s najviše izbora u prvu All-Pro momcad
| Igrac           | Pozicija                         | Broj nastupa |
| --------------- | -------------------------------- | ------------ |
| Jerry Rice      | wide receiver                    | 10           |
| Jim Otto        | centar                           | 10           |
| Ron Mix         | offensive tackle                 | 9            |
| Anthony Muñoz   | offensive tackle                 | 9            |
| Bruce Smith     | defensive end                    | 8            |
| Reggie White    | defensive end                    | 8            |
| Lawrence Taylor | linebacker                       | 8            |
| Joe Schmidt     | linebacker                       | 8            |
| Jim Parker      | offensive tackle/offensive guard | 8            |
| Don Hutson      | wide receiver/kicker/safety      | 8            |
| Bill George     | linebacker                       | 8            |
| Jim Brown       | fullback                         | 8            |

Napomena: zaključno sa sezonom 2019.